# Duane
Duane – miasto w Stanach Zjednoczonych, w stanie Nowy Jork, w hrabstwie Franklin.